# Dąbrówka (powiat radziejowski)
Dąbrówka – wieś w Polsce położona w województwie kujawsko-pomorskim, w powiecie radziejowskim, w gminie Bytoń.

## Podział terytorialny
W latach 1975–1998 miejscowość należała administracyjnie do województwa włocławskiego. Wieś sołecka – zobacz BIP.

## Demografia
Według Narodowego Spisu Powszechnego (III 2011 r.) liczyła 184 mieszkańców. Jest ósmą co do wielkości miejscowością gminy Bytoń.